# 迪尔克·科斯特
迪尔克·科斯特（荷蘭語：Dirk Coster，1889年10月5日—1950年2月12日）是一位荷兰物理学家，格罗宁根大学气象学和物理学教授，是72号元素铪的共同发现者。